# Gliese 556
Gliese 556 is een oranje dwerg met een spectraalklasse van K3.V. De ster bevindt zich 43,16 lichtjaar van de zon.